# King Creole (álbum)
King Creole es el sexto álbum de estudio del músico y cantante estadounidense Elvis Presley, publicado por RCA Victor Records, en septiembre de 1958. Fue grabado en tres días en Radio Recorders de Hollywood, California, Contiene canciones escritas y grabadas expresamente para la película King Creole, y alcanzó el puesto # 2 en el Billboard Top Pop Albums. Siguió al lanzamiento de la película en más de diez semanas Estas fueron las últimas grabaciones de Elvis antes de incorporarse a las filas para cumplir el servicio militar obligatorio durante dos años, habiendo tenido que pedir una prórroga para poder filmar la mencionada película.
La mayor parte de las canciones fueron compuestas por los escritores contratados para Hill y Gama, la editorial propiedad conjunta de Presley y el coronel Tom Parker: Sabio Fred, Ben Weisman,  Claude Demetrius, Schroeder Aarón, Sid Tepper y Roy C. Bennett. También tuvieron una contribución relativamente limitada la dupla de compositores Jerry Leiber y Mike Stoller, que había llegado a un punto muerto con el coronel durante el rodaje de la película anterior, Jailhouse Rock, en la que habían dominado prácticamente el proceso musical, sobre todo porque el dúo también había tratado de influir en la dirección de Presley. Las canciones «Hard Headed Woman» y «Don't Ask Me Why» aparecieron como doble lado B el 10 de julio de 1958, coincidiendo con el estreno de la película, llegando al # 1 y # 25 respectivamente. Hard Headed Woman constituye por otra parte, la primera canción de rock and roll en obtener un disco de oro en la historia de la música.
El álbum de la banda sonora vendió inicialmente unas 250.000 copias, aunque por otra parte 10 de las canciones habían sido editadas como discos simples y lograron vender más de 2.000.000 extras.   El disco está certificado en la actualidad como disco de oro por la RIAA.

## Track list

### Realización original
| Side one |                         |                     |          |  |
| N.º      | Título                  | Recording date      | Duración |  |
| 1.       | «King Creole»           | 23 de enero de 1958 | 2:16     |  |
| 2.       | «As Long as I Have You» | 16 de enero de 1958 | 1:50     |  |
| 3.       | «Hard Headed Woman»     | 15 de enero de 1958 | 1:53     |  |
| 4.       | «Trouble»               | 15 de enero de 1958 | 2:16     |  |
| 5.       | «Dixieland Rock»        | 16 de enero de 1958 | 1:46     |  |

| Side two |                                  |                       |          |  |
| N.º      | Título                           | Recording date        | Duración |  |
| 1.       | «Don't Ask Me Why»               | 16 de enero de 1958   | 2:06     |  |
| 2.       | «Lover Doll»                     | 16 de enero de 1958   | 2:09     |  |
| 3.       | «Crawfish» (dúo con Kitty White) | 15 de enero de 1958   | 1:48     |  |
| 4.       | «Young Dreams»                   | 23 de enero de 1958   | 2:23     |  |
| 5.       | «Steadfast, Loyal and True»      | 11 de febrero de 1958 | 1:15     |  |
| 6.       | «New Orleans»                    | 15 de enero de 1958   | 1:58     |  |

### 1997 Bonus tracks (reedición)
| Tracks 1-11 consisted of the original album's tracks. |                                                              |                       |          |  |
| N.º                                                   | Título                                                       | Recording date        | Duración |  |
| 12.                                                   | «King Creole» (alternate take 18)                            | 15 de enero de 1958   | 2:04     |  |
| 13.                                                   | «As Long as I Have You» (movie version take 4)               | 23 de enero de 1958   | 1:24     |  |
| 14.                                                   | «Danny»                                                      | 11 de febrero de 1958 | 1:51     |  |
| 15.                                                   | «Lover Doll» (undubbed)                                      | 16 de enero de 1958   | 2:09     |  |
| 16.                                                   | «Steadfast, Loyal and True» (movie version alternate master) | 16 de enero de 1958   | 1:15     |  |
| 17.                                                   | «As Long as I Have You» (movie version take 8)               | 15 de enero de 1958   | 1:24     |  |
| 18.                                                   | «King Creole» (alternate take 3)                             | 15 de enero de 1958   | 2:04     |  |

Track 3 ("Danny") was originally issued on the LP Elvis: A Legendary Performer Volume 3 (CPL1-3082) in December, 1978.

## Personal
- Elvis Presley - voz, guitarra
- Scotty Moore - guitarra
- Tiny Timbrell - guitarra
- Neal Matthews - bajo, guitarra
- Dudley Brooks - piano
- Bill Black - contrabajo
- D.J. Fontana - batería
- Bernie Mattinson - batería
- The Jordanaires - coros
- Gordon Stoker - bongos
- Hoyt Hawkins - platillos
- Ray Siegel - bajo, tuba
- Mahlón Clark - clarinete
- John Ed Buckner - trompeta
- Justin Gordon - saxofón
- Elmer Schneider - trombón
- Warren Smith - trombón

## Charts y certificaciones
| Charts           | Año  | Posición alcanzada |
| ---------------- | ---- | ------------------ |
| UK Albuns Chart  | 1958 | 1                  |
| US Billboard 200 | 1958 | 2                  |

| País           | Certificación | Unidades vendidas |
| -------------- | ------------- | ----------------- |
| Estados Unidos | Disco de oro  | 500.000           |